# Pansepta
Pansepta é um gênero de traça pertencente à família Agonoxenidae.